# Bahuvrihi
Un bahuvrihi (del sánscrito बहुव्रीहि, bahuvrīhi, que significa literalmente "mucho arroz" pero denota a un hombre rico) es un tipo de compuesto que denota a un referente especificando alguna característica o calidad que este posea. Un bahuvrihi es exocéntrico, de modo que el compuesto no es un hipónimo de su núcleo. Por ejemplo, un dientes de sable (Smilodon) no es ni un sable ni un diente sino un felino con dientes similares a sables.

## Ejemplos
- Wirehair significa pelo de alambre, y denota una raza de gatos y otra de perros.
- "Skinfaxi" y "Hrimfaxi" (que significan brillante-crin y escarcha-crin; dos caballos en la mitología nórdica) son dos ejemplos de bahuvrihis en nórdico antiguo.